# Ionel Averian
Ionel Averian, född den 2 oktober 1976 i Hârşova, Rumänien, är en rumänsk kanotist.
Han tog bland annat VM-guld i C-4 500 meter i samband med sprintvärldsmästerskapen i kanotsport 2002 i Sevilla.